# غلين رويدر
غلين رويدر (بالإنجليزية: Glenn Roeder)‏، من مواليد 13 ديسمبر 1955، لاعب كرة قدم إنجليزي سابق، ومدرب كرة قدم إنجليزي حالي.
لعب مع عدة أندية منها نيوكاسل يونايتد ونادي غيلينغهام.
درب عدد من الأندية منها نيوكاسل يونايتد ووست هام يونايتد ونادي غيلينغهام ونوريتش سيتي.

## روابط خارجية
- غلين رويدر على موقع قاعدة بيانات كرة القدم.إي يو (الإنجليزية)
- غلين رويدر على موقع Soccerbase.com (مدرب) (الإنجليزية)